# Classe LDP 300
A classe LDP 300 foi uma classe de lanchas de desembarque, ao serviço da Marinha Portuguesa, entre 1961 e 1975. Foram o primeiro modelo de lanchas de desembarque da Marinha Portuguesa. serviço
Até 1964, as embarcações da classe formavam a classe 300 de lanchas de desembarque (LP). Nessa altura as lanchas foram reclassificadas como lanchas de desembarque pequenas (LDP), passando a constituir a classe LDP 300.
As primeiras embarcações da classe foram construídas nos Estaleiros Navais do Mondego (ENM), na Figueira da Foz, em 1961. Maia tarde, em 1963, foi fabricada mais uma lancha nos ENM e um outra, do mesmo modelo, adquirida aos EUA. As lanchas não foram baptizadas com nomes próprios, sendo designadas pelo seu número de amura, norma que ser iria aplicar às restantes LDP, bem como às lanchas de desembarque médias.
As LDP 300 foram empregues no Guerra do Ultramar, sendo usadas tanto em missões de combate - como patrulhamento, escolta de embarcações civis e desembarque de fuzileiros - como em missões de reabastecimento logístico - em proveito de unidades da Marinha, de unidades do Exército e, mesmo, de populações civis.

## Unidades
| Número de amura (1961-1964) | Número de amura (1964-1974) | Comissão    | Observações |
| --------------------------- | --------------------------- | ----------- | ----------- |
| LD 1                        | LDP 301                     | 1961 - 1975 |             |
| LD 2                        | LDP 302                     | 1961 - 1975 |             |
| LD 3                        | LDP 303                     | 1963 - 1975 |             |
| LD 6                        | LDP 304                     | 1963 - 1971 |             |